# Waconia (Minnesota)
Waconia – miasto w Stanach Zjednoczonych, w stanie Minnesota, w hrabstwie Carver.

## Geografia
Miasto graniczy z południowym brzegiem jeziora Waconia, które jest drugim jeziorem w obszarze metropolitalnym 7 hrabstw pod względem wielkości. Jest jeziorem słodkowodnym, którego powierzchnia wynosi 3200 akrów. 

## Historia
Pierwszymi mieszkańcami obecnego terenu miasta Waconia była ludność przybywająca z Nowego Orleanu. Ich podróż obejmowała przejście przez rzekę Minnesota, Carver's Landing w Carver, a za Carver's Creek przeszli do jeziora Burandta. Za pierwszych stałych mieszkańców uważa się Ludwiga Sutheimera oraz Michaela Scheidnagela. Od 1857 roku na teren Waconi przybyli niemieccy osadnicy, których zachęciła żyzna gleba. Wkrótce pojawili się również Czesi, Szwedzi i Szwajcarzy. Większość z nich stała się stałymi mieszkańcami. Na przełomie 1857 i 1858 roku powstał pierwszy rzymskokatolicki Kościół im. Św. Józefa. Pomysłodawcą był ksiądz Bruno Riss. 